# Tremarella-Angeltechnik
Bei der Tremarella-Angeltechnik, einer Methode des Forellenangelns aus Italien, wird der Köder durch aktive Bewegungen der Angelrute in Schwingungen versetzt mittels einer weichen und biegsamen Rute. Bei der Montage wird ein rotierender Köder verwendet und das Angelblei durch eine Glaskugel ersetzt.